# Házení žabek

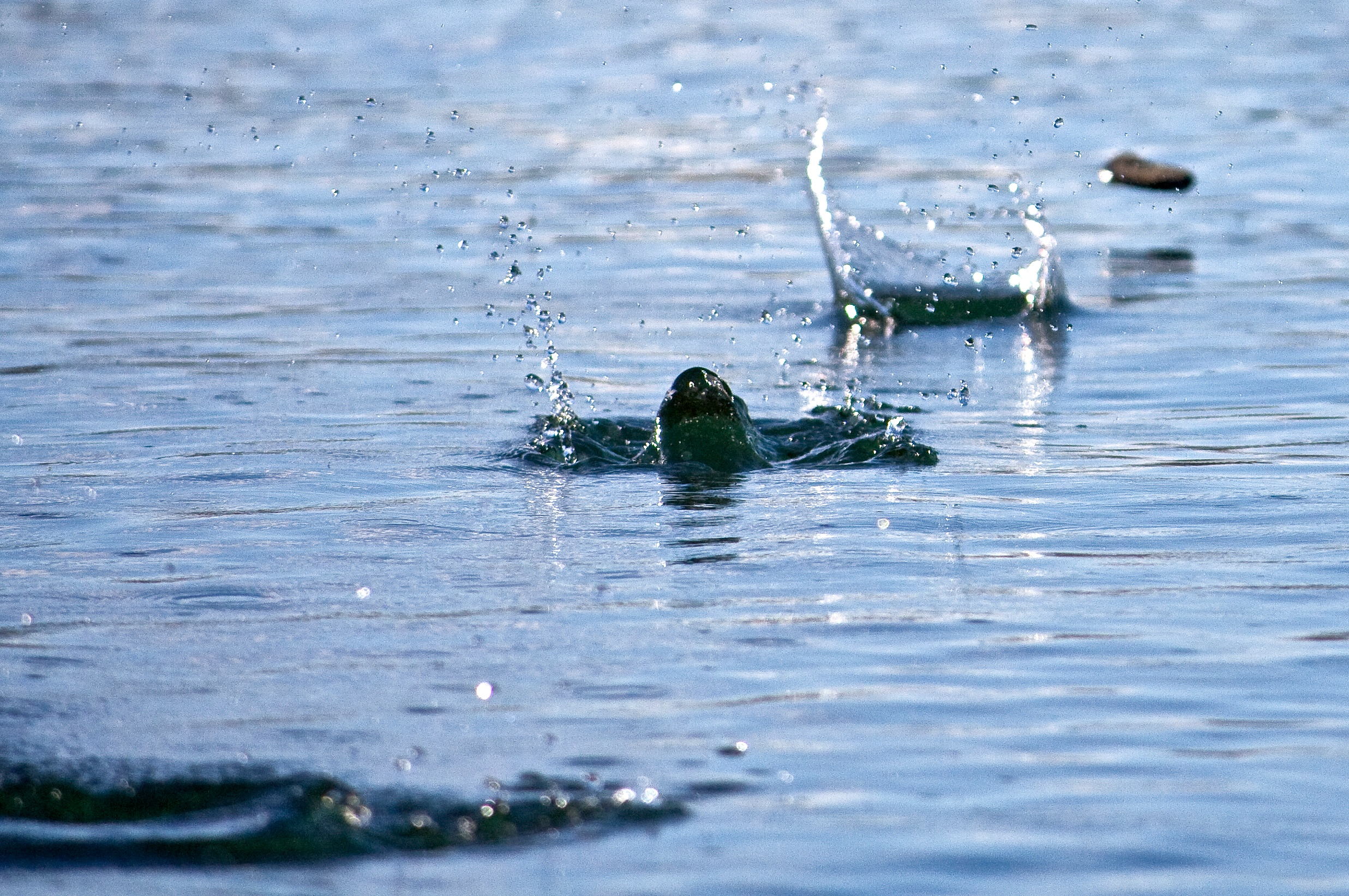
Házení žabek

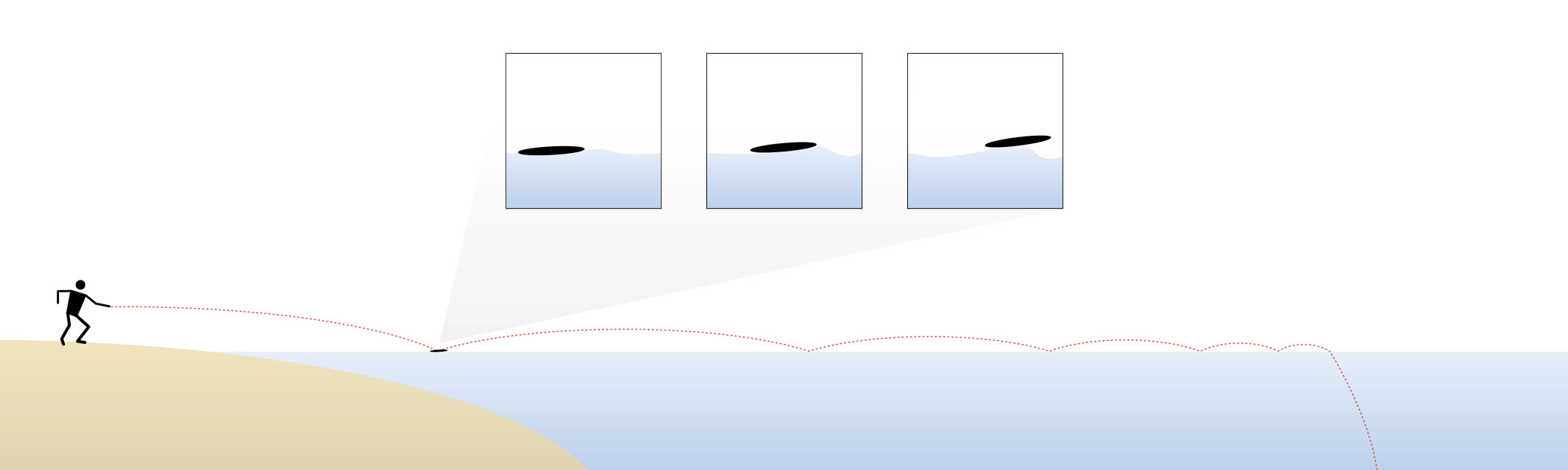
Schematické znázornění pohybu skákajícího kamene

Házení žabek je zábava, při které se hází placatý kousek kamene na vodní hladinu takovým způsobem, aby se od ní opakovaně odrážel. Cílem je dosáhnout co největšího počtu skoků. Tento typ zábavy popsal už Homér v období starověkého Řecka, ovšem v jeho příběhu hází Héraklés a Iásón štíty.[zdroj?]
Světovým rekordem podle Guinnessovy knihy rekordů je 88 skoků, kterých se podařilo dosáhnout Kurtovi Steinerovi 6. září 2013 v Allegheny National Forest v Pensylvánii. Předchozí rekord byl 65 skoků (držitel Max Steiner). Ještě dříve bylo rekordních 51 skoků, kterých se podařilo dosáhnout Russellovi Byarsovi 19. července 2007. Překonal tím 40 skoků Kurta Steinera z 14. září 2002. Předtím byl držitelem rekordu s 38 skoky od roku 1992 Jerdone Coleman-McGhee, který také založil Severoamerickou asociaci pro házení žabek (anglicky North American Stone Skipping Association).